# Lasita

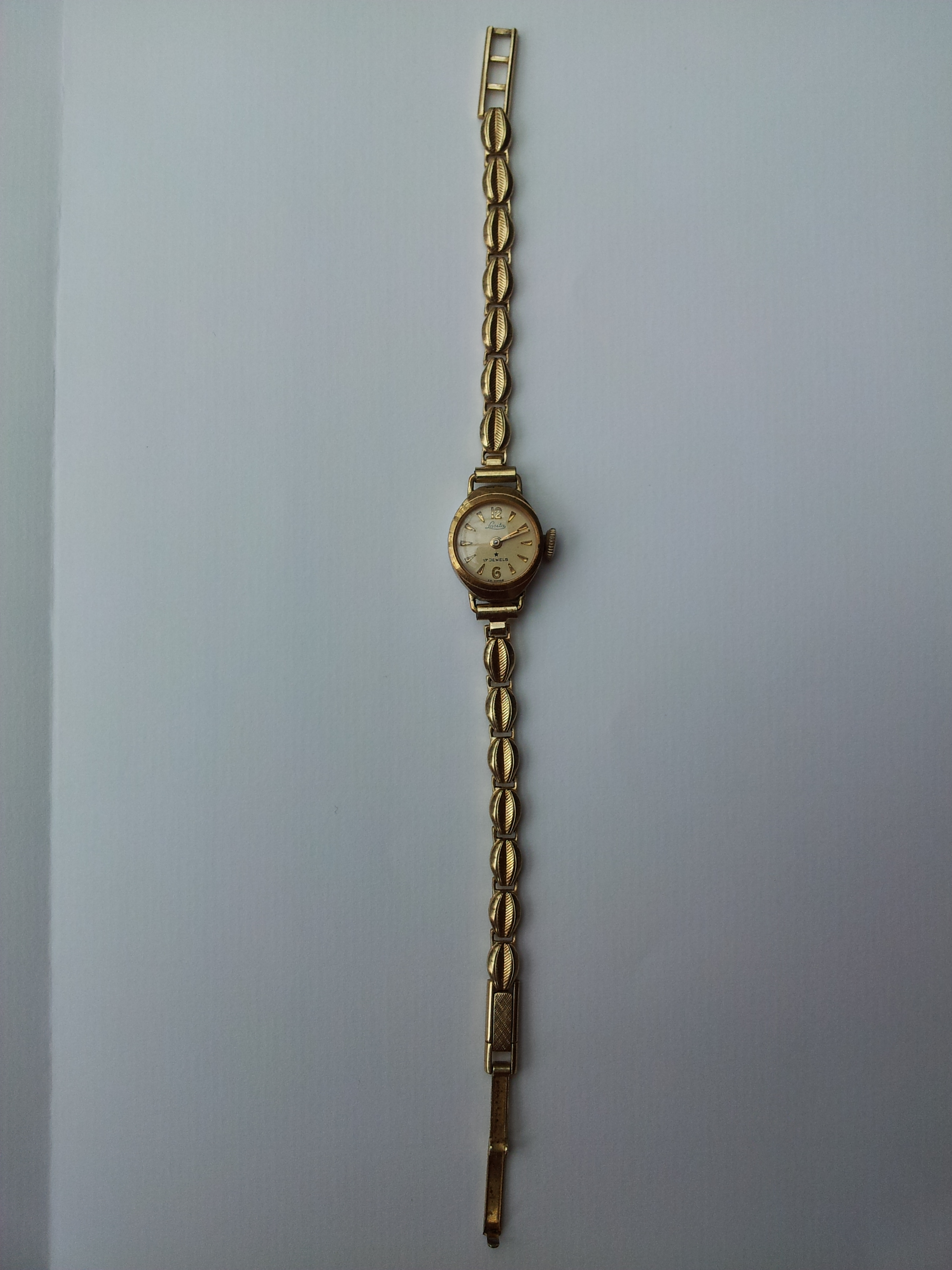
Voorkant Lasita Horloge 17 Jewels EB SWISS

Lasita is een Nederlands horlogemerk, dat sedert het midden van de twintigste eeuw door de firma Hochheimer uit Amstelveen verkocht werd en sinds 2018 door de Beers Wholesale te Heemskerk gevoerd wordt. De naam is een samentrekking van twee meisjesnamen.

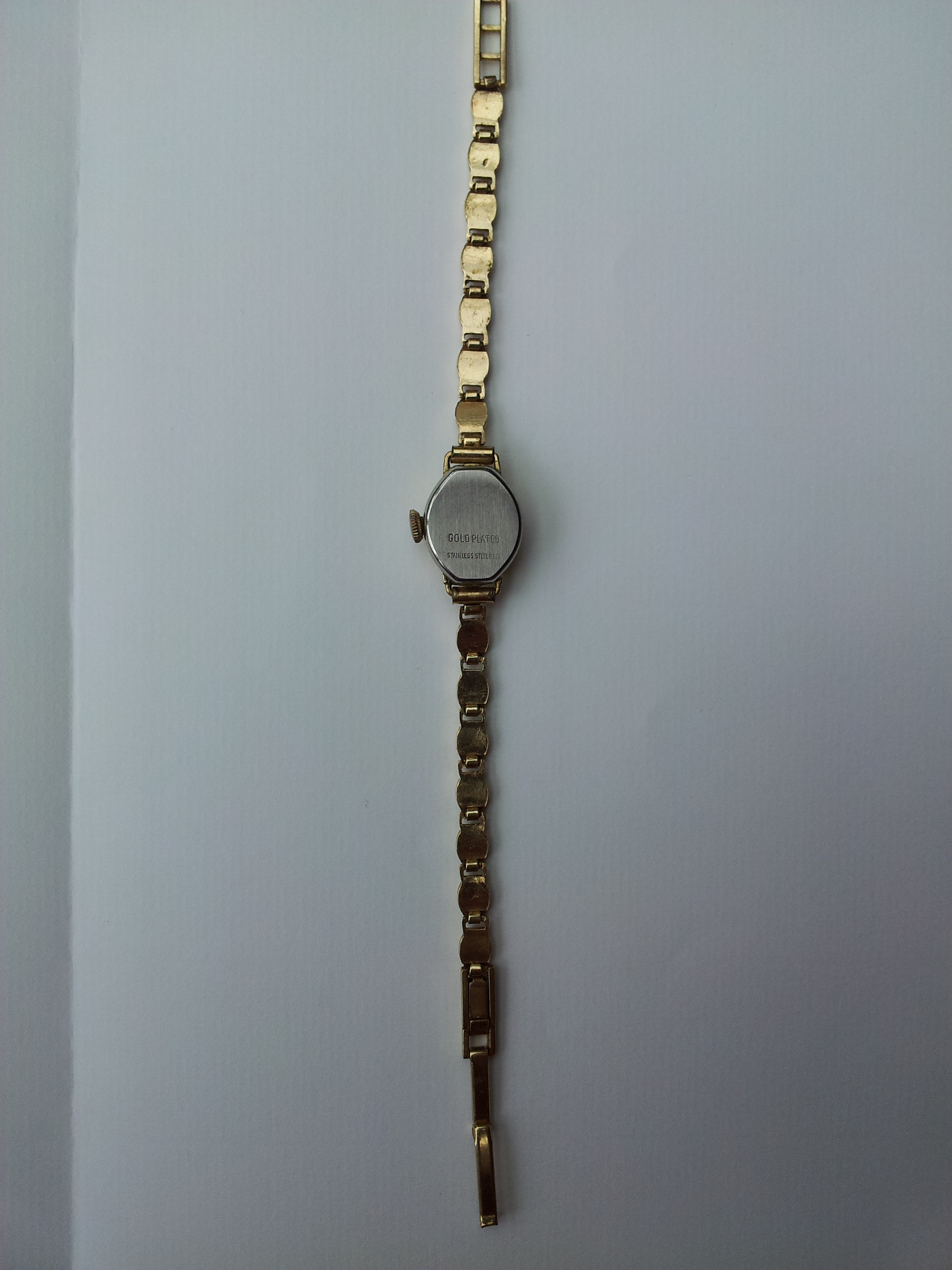
Achterkant Lasita Horloge